# 日本自動販売システム機械工業会
一般社団法人日本自動販売システム機械工業会（にほんじどうはんばいしすてむきかいこうぎょうかい、英文名称JAPAN VENDING SYSTEM MANUFACTURERS ASSOCIATION、略称JVMA）は、東京都新宿区に本部を置く、自動販売機及び金融機器の製造・販売業者を対象とした業界団体である。

## 概要
自動販売機の消費電力削減やリサイクルなど環境対策に取り組むほか、偽造貨幣への対策の検討や、未成年者のタバコ購入防止策としてTaspoの導入にも関わっている。会員には自販機製造会社ほか両替機メーカー、タバコ会社など自販機に関係の深い企業が連なる。

## 沿革
- 1963年 - 設立
- 2006年 - 定款を改訂
- 2009年 - 一般社団法人化
- 2017年 - 日本自動販売機工業会から、現在の名前に改名。

## 会員企業
- アイティアクセス
- 旭精工
- Ingenico Japan
- NECマグナスコミュニケーションズ
- NNG
- NTTドコモ
- エル・シーアプライアンス
- オーイズミ
- 岡崎産業
- 沖電気工業
- オムロンソーシアルソリューションズ
- ガイア
- グローリー
- サンデン・リテールシステム
- 芝浦自販機
- SBペイメントサービス
- ダイト
- 大日本印刷
- 高見沢サイバネティックス
- TenTen
- 東芝インフラシステムズ
- トランザクション・ メディア・ネットワークス
- NAYAX
- 日本ATM
- 日本金銭機械
- 日本コンラックス
- 日本信号
- 日本電気
- 日本友宝投資
- パナソニック アプライアンス社
- パナソニック インダストリアルソリューションズ社
- 日立オムロンターミナルソリューションズ
- ビリングシステム
- Fujitaka
- 富士通
- 富士通フロンテック
- 富士電機
- マミヤ・オーピー
- ムサシ
- ローレルバンクマシン

他、賛助会員25社

## 所在地
- 〒162-0843 東京都新宿区市谷田町2-7-15 近代科学社ビル 3F

## わくわく自販機ミュージアムについて
2012年、当工業会により開設された。実機展示・パネル・ビデオにより、現代までの自動販売機の歴史を学ぶことができるようになっている。要予約。
- 群馬県前橋市粕川町中之沢7　サンデン赤城事業所内
  - 東武鉄道赤城駅よりタクシー約20分
  - 北関東自動車道伊勢崎ICより約20分
  - 上毛電鉄粕川駅より前橋市ふるさとバスにて「サンデン東入口」または「水月園前」下車。バスはデマンド式のため、予約が必要である。